# Blind Faith (альбом)
Blind Faith (с англ. — «Слепая вера») — единственный альбом одноимённой британской рок-группы, был выпущен в августе 1969 года и тут же возглавил хит-парады США и Великобритании.
В 2001 году альбом был выпущен в виде специального двухдискового издания, включавшего, кроме оригинального содержания 1969 года, альтернативные исполнения и демоверсии, а также некоторые концертные и неизвестные композиции.

## Об альбоме
Запись проходила в Лондоне, сначала в «Morgan Studios», а затем — в «Olympic Studios», под руководством продюсера Джимми Миллера. Работа над альбомом прерывалась концертным туром группы по Скандинавии и США в сопровождении Free, Taste и Delaney & Bonnie and Friends, из-за чего заключительная часть альбома записывалась с спешке.
Все композиции этого альбома принадлежат участникам группы, кроме кавер-версии «Well All Right» из репертуара Бадди Холли. Альбом получил положительные отзывы критики, имел большой коммерческий успех и сразу же возглавил хит-парады по обе стороны Атлантики.
На обложке изданного в Великобритании альбома изображена 11-летняя девочка Мариора Гошен (младшая сестра фотографа Боба Сейдемана, создателя обложки) топлес, держащая в руках модель самолёта. В США этот снимок сочли не совсем приличным, и альбом был выпущен также и с альтернативной обложкой, на которой была помещена фотография участников группы.

## Список композиций
Издание 1969 года
- Сторона 1

1. «Had to Cry Today» (Стив Уинвуд) — 8:48
2. «Can't Find My Way Home» (Стив Уинвуд) — 3:16
3. «Well All Right» (Norman Petty, Бадди Холли, Jerry Allison, Joe B. Mauldin) — 4:27
4. «Presence of the Lord» (Эрик Клэптон) — 4:50

- Сторона 2

1. «Sea of Joy» (Стив Уинвуд) — 5:22
2. «Do What You Like» (Джинджер Бейкер) — 15:20

Издание 2001 года
- Сторона 1

1. «Had to Cry Today» (Стив Уинвуд) — 8:48
2. «Can’t Find My Way Home» (Стив Уинвуд) — 3:16
3. «Well All Right» (Petty, Holly, Allison, Mauldin) — 4:27
4. «Presence of the Lord» (Эрик Клэптон) — 4:50
5. «Sea of Joy» (Стив Уинвуд) — 5:22
6. «Do What You Like» (Джинджер Бейкер) — 15:18
7. «Sleeping in the Ground» (Sam Myers) — 2:49
8. «Can’t Find My Way Home» (Electric Version) — 5:40
9. «Acoustic Jam» (Previously Unreleased) — 15:50
10. «Time Winds» (Previously Unreleased) — 3:15
11. «Sleeping in the Ground» (Slow Blues Version) (Previously Unreleased) — 4:44

- Сторона 2

1. «Jam No.1: Very Long & Good Jam» (Previously Unreleased) — 14:01
2. «Jam No.2: Slow Jam #1» (Previously Unreleased) — 15:06
3. «Jam No.3: Change of Address Jam» (Previously Unreleased) — 12:06
4. «Jam No.4: Slow Jam #2» (Previously Unreleased) — 16:06

## Участники записи
- Стив Уинвуд — орган, фортепиано, гитара, бас-гитара, вокал
- Эрик Клэптон — гитара, вокал
- Рик Греч — бас-гитара, скрипка, вокал
- Джинджер Бейкер — ударные, перкуссия

## Сертификация
Venstre
| Регион | Сертификация  | Продажи    |
| --- | ------------- | ---------- |
| Австралия (ARIA) | 3× Платиновый | 150 000^   |
| Канада (Music Canada) | Платиновый    | 100 000^   |
| Croatia (HDU) | Золотой       | 7,500*     |
| Macao (IFPI Macao) | Золотой       | 15,000*    |
| Нидерланды (NVPI) | Платиновый    | 100 000^   |
| Норвегия (IFPI Norway)                                                                                                   | Платиновый    | 50 000*    |
| Испания (PROMUSICAE) | Золотой       | 50 000^    |
| Великобритания (BPI) | Золотой       | 100 000^   |
| США (RIAA) | Платиновый    | 1 000 000^ |
| Итого |               |            |
| Мир (IFPI) | —             | 8,000,000  |
| * Данные о продажах приведены только на основе сертификации. ^ Данные о тиражах приведены только на основе сертификации. |               |            |